# Michael Seiz
Michael Seiz (* 23. März 1993 in Waiblingen, Deutschland) ist ein deutscher Handballspieler.

## Karriere
Seiz begann mit dem Handballspielen 1998 in der Jugend des TV Bittenfeld und durchlief sämtliche Jugendmannschaften des Vereins. Mit der Jugend des TVB wurde Seiz Württembergischer Meister. Mit der 2. Mannschaft des TVB stieg Seiz in die Württembergliga auf und spielte mit dieser dort, bevor er parallel auch in der 2. Bundesliga eingesetzt wurde. Ab der Saison 2012/13 gehörte er zum festen Kader der Zweitligamannschaft, wurde aber weiterhin auch in der 2. Mannschaft eingesetzt. Am Ende der Saison 2014/15 stieg er mit dem TVB in die Handball-Bundesliga auf. In der Saison 2015/16 spielte Seiz mit dem nun unter dem Namen TVB 1898 Stuttgart antretenden Verein in der Bundesliga und erzielte dabei in elf Spielen zwei Tore.
Im Sommer 2016 verließ Seiz den TVB 1898 Stuttgart und wechselte in die 2. Mannschaft der HBW Balingen-Weilstetten. Zur Saison 2017/18 wechselte er zum Drittligisten TSB Heilbronn-Horkheim. 2021 kehrte zur Reserve des TVB Stuttgarts zurück. Mit dem TV Bittenfeld 2 stieg er 2025 in die 3. Lig auf.

## Privates
Seiz hat an der Johann-Friedrich-von-Cotta-Schule in Stuttgart sein Abitur gemacht und absolviert ein Studium.